# Добринский, Александр Григорьевич
Александр Григорьевич Добринский (10 декабря 1905, Романов-Борисоглебск, Ярославская губерния, Российская империя —  1992, Одесса, Украина) — советский военачальник, генерал-майор артиллерии (20.04.1945).

## Биография
Родился в городе  Романов-Борисоглебск, ныне Тутаев, Ярославская область, Россия. Русский.
До службы в армии  работал чернорабочим и подручным слесаря на Константиновском нефтеперегонном заводе в Тутаевском районе Ярославской области.

## Военная служба
В декабре 1927 года призван в РККА и проходил службу  в команде одногодичников в 24-м артиллерийском полку 24-й Самаро-Ульяновской Железной трижды Краснознамённой стрелковой дивизии  в городе Винница, в октябре 1928 года откомандирован в Киевскую артиллерийскую школу. В июне 1930 года окончив школу был назначен в 32-й артиллерийский полк 32-й стрелковой дивизии  в город Саратов, где проходил службу командиром взвода и помощником командира батареи. В 1930 году вступил в ВКП(б). 
В сентябре 1931 года назначен командиром батареи  158-го стрелкового полка  53-й стрелковой дивизии (поселок Красный Кут). С февраля 1933 года – командир дивизиона в 4-м стрелковом полку в городе Новоузенск. 
В январе 1934 года  направлен на Дальний Восток в 34-й артиллерийский полк 34-й стрелковой дивизии ОКДВА, где занимал должности командира дивизиона, помощника командира по строевой части и врид командира полка. В 1934 году поступил на заочный факультет Военной академии РККА им. М.В.Фрунзе.  
Подвергался репрессиям. 1 октября 1938 года был арестован Особым отделением ГУГБ НКВД 34-й СД. Уголовное дело было прекращено 13 марта 1939 года за отсутствием в его действиях состава преступления.   
В июне 1939 года вновь переведен в ПриВО на должность помощника командира по строевой части 248-го стрелкового полка 86-й стрелковой дивизии в город Казань. С октября исполнял должность начальника штаба артиллерии 129-й стрелковой дивизии в городе Сызрань, с января 1940 года там же был начальником артиллерии 18-й запасной стрелковой бригады. 
В июле 1940 года майор Добринский назначен командиром 571-го легкого артиллерийского полка 154-й стрелковой дивизии в городе Ульяновск, в марте 1941 года вступил в должность начальника артиллерии 231-й стрелковой дивизии МВО. 
30 апреля 1941 года назначен командиром 653-го артиллерийского полка ПрибВО. 

### Великая Отечественная война
В начале  войны в той же должности, в составе 10-й артиллерийской бригады 11-й армии воевал с полком на Северо-Западном фронте. Участвовал в приграничном сражении под Каунасом, затем в оборонительных боях на псковском и новгородском направлениях.  
В сентябре 1941 года направлен в ПриВО в формирующуюся в городе Мелекесс 336-ю стрелковую дивизию на должность командира 909-го артиллерийского полка, одновременно – зам. начальника артиллерии дивизии. По завершении формирования дивизия направлена на фронт и в конце ноября выгрузилась на станции Кунцево. 12 декабря она вошла в состав 5-й армии и участвовала в контрнаступлении под Москвой: в Клинско-Солнечногорской наступательной операции, в боях под городом Руза. С 20 января по 3 февраля 1942 года полк в составе дивизии находился в резерве Западного фронта, после чего был переброшен под Калугу и включен в 50-ю армию. С февраля он вел бой в районе Подвышнее, Узломка за овладение Варшавским шоссе. С  30 марта по 14 апреля  Добринский  исполнял обязанности командира 336-й стрелковой дивизии. 30 апреля дивизия была выведена в резерв армии, но уже 9 мая заняла полосу обороны по реке Рессета. С июля она была включена в 16-ю армию Западного фронта и вела бои по форсированию реки Рессета и за овладение деревней Сусея. В середине июля совершив марш в район город Козельск, затем по железной дороге через Москву на станцию Шаховская, 24 июля дивизия вошла в состав 31-й армии, в составе которой в августе участвовала в Ржевско-Сычевской наступательной операции, в боях у Погорелого-Городища. С выходом на рубеж рек Вазуза и Осуга перешла к обороне. 
28 декабря  1942 года назначен командиром 1-й гаубичной артиллерийской бригады РГК, входившей в состав 3-й артиллерийской дивизии прорыва РГК. В составе 16-й армии дивизия участвовала в операции под Сухиничами, затем поддерживала соединения 50-й армии в боях под Куземками и у Варшавского шоссе. С августа 1943 года дивизия в составе Брянского фронта участвовала в Курской битве, а в сентябре – октябре в Брянской наступательной операции, по завершении которой выведена в резерв Ставки ВГК, затем в декабре включена в 1-й Украинский фронт. В составе 1-й гвардейской армии участвовала в освобождении Правобережной Украины: действовала на направлении Житомир, Староконстантинов, Проскуров, Чертков, Бучач. В ходе Львовско-Сандомирской наступательной операции части дивизии поддерживали соединения 38-й армии на направлении Львов, Перемышль, Самбор, Санок. По завершении операции дивизия была переподчинена 5-й гвардейской армии, в составе которой вела тяжелые бои за сандомирский плацдарм. С января по март 1945 года ее части успешно действовали в Сандомирско-Силезской наступательной операции, в боях по окружению противника в городе Бреслау и уничтожению его оппельнской группировки. За отличные боевые действия при выполнении заданий командования бригада была награждена орденом Красного Знамени и ей присвоено почетное наименование Староконстантиновская.  
В марте 1945 года полковник Добринский назначен командиром 4-й артиллерийской дивизии прорыва РГК. Ее части в составе войск 13-й армии и 3-й гвардейской танковой армии 1-го Украинского фронта участвовали в Берлинской и Пражской наступательных операциях. Дивизия отличилась при форсировании рек Нейсе и Шпрее, в штурме Берлина и освобождении Праги. За отличия в боях ей было присвоено наименование Берлинская.
За время войны Добринский был четыре раза персонально упомянут в благодарственных в приказах Верховного Главнокомандующего.

### Послевоенное время
После войны генерал-майор Добринский продолжал командовать этой же дивизией в ЗакВО. 
В мае-июле 1949 года состоял в распоряжении командующего артиллерией Красной армии, затем был назначен заместителем командира 2-й гвардейской артиллерийской дивизии прорыва РГК в ЛВО. 
В сентябре 1952 года назначен начальником  Белгородского артиллерийского училища.  
В феврале 1953 года переведен начальником Одесского артиллерийского училища. 
С ноября 1957 года состоял в распоряжении 10-го управления Генштаба, находился в командировке в Китае в должности военного специалиста управления командующего артиллерией НОАК по вузам.  
В июне 1959 года  назначен начальником Тульского артиллерийского училища. 
В 1960 году окончил Высшие артиллерийские академические курсы при Военно-артиллерийской командной академии. 
16 октября 1962 года генерал-майор артиллерии Добринский уволен в запас.

## Награды
СССР
- орден Ленина (20.04.1953)[4]
- три ордена Красного Знамени (24.01.1943[5], 03.01.1944[6], 24.06.1948[4])
- орден Суворова II степени (06.04.1945)[7]
- орден Кутузова II степени (06.05.1945)[8]
- орден Суворова III степени (31.10.1943)[9]
- орден Отечественной войны I степени (06.04.1985)[10][11]
- орден Красной Звезды (03.11.1944)[4]

медали в том числе:
- - «За оборону Москвы» (01.05.1944)
  - «За победу над Германией в Великой Отечественной войне 1941—1945 гг.»
  - «За взятие Берлина» (1945)
  - «За освобождение Праги» (1945)
  - «Ветеран Вооружённых Сил СССР» (1976)
- знак «50 лет пребывания в КПСС» (1982)

Приказы (благодарности) Верховного Главнокомандующего в которых отмечен А. Г. Добринский.
- За овладение важным хозяйственно-политическим центром и областным городом Украины Львов – крупным железнодорожным узлом и стратегически важным опорным пунктом обороны немцев, прикрывающим пути к южным районам Польши. 27 июля 1944 года № 154
- За овладение овладели городом и крупным железнодорожным узлом Самбор – важным опорным пунктом обороны немцев в предгорьях Карпат. 7 августа 1944 года. № 164.
- За полное овладение столицей Германии городом Берлин – центром немецкого империализма и очагом немецкой агрессии. 2 мая 1945 года. № 359.
- За освобождение от немецких захватчиков столицы союзной нам Чехословакии город Прага. 9 мая 1945 года. № 368

Других  государств
- военный крест (ЧССР)
- медаль «За Одру, Нису и Балтику» (ПНР)
- медаль «Победы и Свободы» (ПНР)
- медаль «Китайско-советская дружба» (КНР)